# 6109 Бальсейро
6109 Бальсейро (6109 Balseiro) — астероїд головного поясу, відкритий 29 серпня 1975 року.
Тіссеранів параметр щодо Юпітера — 3,537.